# 莫尔内塞
莫尔内塞（義大利語：Mornese），是意大利亚历山德里亚省的一个市镇。总面积13.3平方公里，人口738人，人口密度55.5人/平方公里（2009年）。ISTAT代码为006111。